# اسوتوزار هوربان وایانسکی
اسوتوزار هوربان وایانسکی (انگلیسی: Svetozár Hurban-Vajanský؛ ۱۶ ژانویهٔ ۱۸۴۷ – ۱۷ اوت ۱۹۱۶) نویسنده، منتقد ادبی، سیاستمدار، روزنامه‌نگار، شاعر، وکیل، و حقوقدان اهل اسلواکی بود. او پسر یوزف میلسلاو هوربان بود.